# Saga pedo
La stregona dentellata (Saga pedo Pallas, 1771) è un ortottero appartenente alla famiglia Tettigoniidae.

## Descrizione
La stregona dentellata è uno degli insetti più grandi d'Europa raggiungendo anche 12 cm da adulto di cui 4 costituiti dall'ovopositore. Presenta delle antenne lunghe e filiformi, sulle forti zampe anteriori e mediane sono presenti delle spine che servono a catturare le prede di cui si nutre, le zampe posteriori sono invece molto gracili e non consentono all'animale di compiere grossi salti. Ai lati del corpo di colore verde ci sono due strisce di colore bianco-rosa. 
Le femmine sono completamente attere, mentre i pochissimi maschi (assenti in alcuni luoghi) presentano tegmine squamiformi.

## Biologia

### Alimentazione
Saga pedo è uno dei pochi ortotteri zoofagi, si nutre di altri piccoli insetti che cattura con le zampe anteriori raptatorie, in maniera simile alle mantidi.

### Riproduzione
Saga pedo si riproduce per partenogenesi.
Nella specie sono infatti presenti quasi solo femmine e i maschi sono davvero rarissimi.
Le uova vengono deposte nel terreno alla fine dell'estate, prima che gli adulti muoiano. Rimangono in incubazione anche per anni, le ninfe nascono in primavera, compiono svariate mute fino a raggiungere le dimensioni dell'adulto durante l'estate. Muoiono dopo aver deposto le uova all'arrivo dei primi freddi autunnali.

## Distribuzione e habitat
Saga pedo vive in zone aride dei seguenti Stati: Armenia, Austria, Azerbaigian, Bulgaria, Cina, Repubblica Ceca, Croazia, Francia, Germania, Ungheria, Italia, Kazakistan, Kirghizistan, Romania, Russia, Serbia, Grecia, Montenegro, Slovacchia, Spagna, Svizzera, Tagikistan, Turkmenistan, Ucraina, Uzbekistan.
Negli Stati Uniti è presente una popolazione introdotta.